# Élections sénatoriales de 2024 dans l'État de New York
 (janvier 2025).
L'élection sénatoriale américaine de 2024 dans l'État de New York a eu lieu le 5 novembre 2024 pour élire un membre du Sénat américain représentant l'État de New York au niveau fédéral. La sénatrice démocrate Kirsten Gillibrand a été réélue pour un troisième mandat, battant l'homme d'affaires républicain Mike Sapraicone. Les élections primaires ont eu lieu le 25 juin 2024.
La victoire de Gillibrand a été nettement plus serrée que ses deux précédentes, à l'instar de celle de Chuck Schumer en 2022. L'élection de 2024 est la deuxième élection sénatoriale consécutive dans l'État au cours de laquelle le candidat républicain recueille plus de 40 % des voix.